# 2024년 하계 올림픽 일본 선수단
2024년 하계 올림픽 일본 선수단은 2024년 7월 26일부터 8월 11일까지 프랑스 파리에서 열린 2024년 하계 올림픽에 참가한 올림픽 일본 선수단이다.
일본은 태권도를 제외한 모든 종목에 선수를 파견했다.

## 출전 선수
| 종목           | 남자 | 여자 | 전체 |
| -------------- | ---- | ---- | ---- |
| 골프           | 2    | 2    | 4    |
| 근대5종        | 1    | 1    | 2    |
| 농구           | 12   | 12   | 24   |
| 다이빙         | 2    | 3    | 5    |
| 럭비           | 12   | 12   | 24   |
| 레슬링         | 8    | 6    | 14   |
| 배구           | 12   | 14   | 26   |
| 배드민턴       | 5    | 7    | 12   |
| 복싱           | 2    | 0    | 2    |
| 브레이킹       | 2    | 2    | 4    |
| 사격           | 2    | 1    | 3    |
| 사이클         | 9    | 9    | 18   |
| 서핑           | 3    | 1    | 4    |
| 수구           | 12   | 0    | 12   |
| 수영           | 15   | 14   | 29   |
| 스케이트보드   | 4    | 6    | 10   |
| 스포츠클라이밍 | 2    | 2    | 4    |
| 승마           | 6    | 0    | 6    |
| 아티스틱스위밍 | 0    | 9    | 9    |
| 양궁           | 3    | 1    | 4    |
| 역도           | 2    | 1    | 3    |
| 요트           | 3    | 4    | 7    |
| 유도           | 7    | 7    | 14   |
| 육상           | 29   | 20   | 49   |
| 조정           | 3    | 2    | 5    |
| 체조           | 6    | 6    | 12   |
| 축구           | 18   | 18   | 36   |
| 카누           | 2    | 1    | 3    |
| 탁구           | 3    | 3    | 6    |
| 테니스         | 2    | 4    | 6    |
| 트라이애슬론   | 2    | 1    | 3    |
| 펜싱           | 7    | 7    | 14   |
| 하키           | 0    | 16   | 16   |
| 핸드볼         | 14   | 0    | 14   |
| 전체           | 209  | 184  | 404  |

## 메달 집계
| 종목 | 1 | 2 | 3 | 합계 |
| 종목 | ' | ' | ' | '    |
| 종목 | ' | ' | ' | '    |
| 종목 | ' | ' | ' | '    |
| 합계 | ' | ' | ' | '    |

## 종목별 성적

### 양궁
남자
- 나카니시 준야
- 사이토 후미야
- 후루카와 다카하루

여자
- 노다 사쓰키

### 유도
남자
- 나가세 다카노리
- 나가야마 류주
- 무라오 산시로
- 사이토 다쓰루
- 에런 울프
- 아베 히후미
- 하시모토 소이치

여자
- 니조에 사키
- 다시로 미쿠
- 다카야마 리카
- 소네 아키라
- 쓰노다 나쓰미
- 아베 우타
- 후나쿠보 하루카

### 육상
남자
- 아카마쓰 료이치

여자
- 기타구치 하루카
- 사이토 마리나
- 우에다 도모에

### 탁구
남자
- 하리모토 도모카즈

여자
- 하야타 히나
- 히라노 미우

### 테니스
남자
- 니시코리 게이

## 같이 보기
- 2024년 하계 올림픽